# Перша битва при Оберні
Перша битва при Оберні (англ. First Battle of Auburn) — відбулася 13 жовтня 1863 року, на початку кампанії Брістоу в ході американської громадянської війни. Колона федеральної піхоти зіткнулася з розвідувальним загоном кавалерії Півдня і сталася невелика перестрілка. Загін конфедеративних військ відступив, але через це інший великий загін, який готував напад на федеральний обоз, виявився відрізаний від своїх сил і потрапив в оточення. Війська Півдня скасували напад і сховалися в низині, де провели ніч і дочекалися підходу своєї піхоти.

## Передісторія
У вересні 1863 року війська півдня розбили армію Роузкранса в битві при Чікамозі, що змусило адміністрацію Вашингтона перекинути в Теннессі два корпуси Потомакської армії. У Джорджа Гордона Міда у Вірджинії залишилося 80 000 людей проти 48 000 осіб в армії Лі. Лі вирішив почати наступ, рухаючись в обхід правого флангу армії Міда, приблизно повторюючи свій наступ проти армії Поупа в серпні 1862 року. Джеб Стюарт мав прикривати фланг наступу силами дивізії Вейда Гемптона. Кавалерійська дивізія Фіцг'ю Лі була залишена прикривати переправи через Рапідан.
9 жовтня Стюарт зібрав біля Медісон-Кортхауз бригади Джеймса Гордона, Пірса Янга і Олівера Фанстена. 10 жовтня він залишив бригаду Фанстена при армії, а з іншими двома перейшов річку Робертсона по броду Расселс-Форд, відкинув федеральне охорону і почав переслідувати його в напрямку Джеймс-Сіті. За містом Стюарт зіткнувся з кавалерією Кілпатрика і піхотної дивізії. Він не став атакувати цей загін, а вступив з ним в неквапливу перестрілку. У той же день Мід дізнався про маневри армії Лі і почав відведення армії за Раппаганок. Прокинувшись вранці 11 жовтня, Стюарт виявив, що противник на його фронті відступив.
Стюарт взяв бригаду Гордона і попрямував до Калпепер. Він досягнув Кілпатрика за Калпепер, але не наважився в лоб атакувати його ар'єргарди. У той же час Фіцг'ю Лі наблизив дивізію Бьюфорда до Бренді-Стейшн. Зав'язався бій біля Бренді-Стейшн, в ході якого війська Півночі здали позиції і відступили за Раппаганок. Вранці 12 жовтня Стюарт почав переслідувати противника, і до вечора досяг міста Воррентон. Потомакська армія на ніч стала трохи східніше, на лінії залізниці. Генерал Лі не знав точного розташування армії Міда, тому велів Стюарта 13 жовтня провести рекогносцирування в напрямку Кетлетт-Стейшн.